# Луговая (Гафурийский район)
Луговая (баш. Луговая) — деревня в Гафурийском районе Республики Башкортостан Российской Федерации. Входит в состав Белоозерского сельсовета.
С 2005 современный статус, с 2007 — современное название.

## География

### Географическое положение
Расстояние до:
- районного центра (Красноусольский): 30 км,
- центра сельсовета (Белое Озеро): 6 км,
- ближайшей ж/д станции (Белое Озеро): 6 км.

## История
Основана в 1949 при разработке песчано-гравийного карьера переселенцами из посёлка Ишимбаевского карьера Стерлитамакского района БАССР как п. Белоозёрского карьера.
До 10 сентября 2007 года называлась Деревней Белоозерского карьера.

## Население
| 2009 | 2010 |
| ---- | ---- |
| 153  | ↘126 |

В 1959—331 чел.; 1989—164; 2002—121; 2010—126.

## Инфраструктура
фельдшерско‑акушерский пункт.